# بلیکلی (اورگن)
بلیکلی (به انگلیسی: Blakeley) یک منطقهٔ مسکونی در ایالات متحده آمریکا است که در اورگن واقع شده‌است. بلیکلی ۴۳۱٫۹۱ متر بالاتر از سطح دریا واقع شده‌است.